# 폭력의 씨앗
"폭력의 씨앗"은 2017년에 개봉한 대한민국의 영화이다.

## 캐스팅
- 이가섭 : 주용 역
- 정재윤 : 필립 역
- 박성일 : 수남 역
- 소이 : 주아 역
- 박강섭 : 태우 역
- 오규철 : 대웅 역
- 김근태 : 승현 역
- 정재우 : 인호 역
- 안종섭 : 군장점 주인 역
- 권수진 : 콜센터 직원 역
- 강영구 : 택시기사 역
- 김효준 : 보안업체 직원 역
- 박해오 : 위병 1 역
- 김동현 : 위병 2 역
- 김원표 : 위병 3 역
- 임태규 : 헌병 1 역
- 권영호 : 헌병 2 역
- 문광백 : 군인 1 역
- 김명길 : 군인 2 역
- 박지훈 : 군인 3 역
- 강찬규 : 사철탕 집 손님 역
- 김동국 : 사철탕 집 손님 역
- 김순자 : 사철탕 집 손님 역
- 노영석 : 사철탕 집 손님 역
- 박정아 : 사철탕 집 손님 역
- 우재욱 : 사철탕 집 손님 역
- 이서희 : 사철탕 집 손님 역
- 이주연 : 사철탕 집 손님 역
- 임정은 : 사철탕 집 손님 역
- 임형섭 : 사철탕 집 손님 역
- 정대기 : 사철탕 집 손님 역
- 김영선 : 윤 권사 역 (특별출연)
- 정희태 : 박 과장 역 (특별출연)

## 수상
- 2017년 제18회 전주국제영화제 한국경쟁 - 대상
- 2017년 제18회 전주국제영화제 CGV아트하우스 - 배급지원상
- 2018년 제55회 대종상 영화제 신인남자배우상 - 이가섭